# シェフ
シェフ（chef）は、主にフランス料理の西洋料理店の厨房で、他の料理人たちを統括する料理長を指す。なお世間では、一定の経験を積んだ西洋料理人を指す言葉として用いられていることが多い。シェフはフランス料理文化由来の呼称なので、それ以外の西洋料理ではコックの呼称も使われる。法律上は調理師とされている。

## 名称
「シェフ」（ラテン語のcaput より）という言葉は、厨房の「チーフ」または「リーダー」を意味するフランス語の「chef de cuisine」（料理の頭）を省略したものである。料理人におけるシェフという肩書きは、19世紀の高級料理の源流から始まった。英語の「chef」は、階級に関わらず、プロの料理人すべてを意味するために使用されるようになった（カタカナ語としてのシェフはこちらの意味もある。）。なお、フランス語で単にchefという場合、一般的に上長という意味である。店長も同様にchefである。
調理師（調理士）は、資格を持つ料理人を呼ぶ名称である。
日本料理においては、料理人は特に板前、その最上位は花板と呼ばれる。
日本の宮内庁管理部大膳課の料理人の場合、主厨、厨司、厨司補、厨丁といった役職が置かれている。また、かつての日本海軍では、時代によって様々であるが、調理担当の下士（官）の官名として、穀供長、厨宰、厨宰介、割烹、主厨、主帳及び主計兵曹といったものが、また調理担当の卒・准卒の職名として、穀供、割烹介、割烹夫、造麺夫、厨宰、割烹、厨宰介、割烹手介、割烹手、厨夫、主厨及び主計兵などといったものが用いられていた（詳細は「下士官 (日本海軍)」および「大日本帝国海軍の階級」を参照）。

## シェフの様々な役職
厨房で働く料理人の様々な役職を以下に示す。これらは、シェフの種類と考えることもできる。レストランはそれぞれ独自の組織方針を持つため、全ての役職が使われないことがある。専門シェフおよび階層的役職は、高級レストランにのみ見られる。ダイナーのようなカジュアルレストランの厨房の従業員は「コック」と呼ばれる。

### シェフ・ド・キュイジーヌ
シェフ・ド・キュイジーヌは、総料理長の役職を示す名称である。これは英語の「シェフ」が由来する伝統的なフランスの名称であり、古典的なフランス料理の役職システムを使用するヨーロッパの厨房およびアメリカ州の厨房で一般的である。この役職は、いくつかのレストランでは、店舗の料理長（コック長）を示す。複数店舗を営業する法人には、総料理長の役職がある。

### スーシェフ・ド・キュイジーヌ
スー・シェフは、総料理長を直接補佐する2番目の管理者である。スケジュールで総料理長が不在のときに、代替する責任をもつ。スー・シェフはまた必要な場合、シェフ・ド・パルティ（部門シェフ）を代替または支援する。小規模のレストランはスー・シェフを持たず、大規模店舗は複数人はいることもある。
スーシェフ・部門シェフのブリガード役職
- エクスペダイター（アボイエ）：エクスペダイターは、客席から注文を受けて、厨房に受け渡す。また、客席に供する前の料理に最後の仕上げをすることもある。いくつかのレストランではこの業務を総料理長またはスー・シェフが行うことがある[6]。

### シェフ・ド・パルティ
シェフ・ド・パルティは「部門シェフ」とも呼ばれ、特定の料理部門を担当する。大きな厨房では、各部門に数名のコックと助手がいる。しかしながら、多くの厨房では部門シェフは店舗で1名である。部門シェフは更に、必要に応じて、「第1コック」「第2コック」のような独自の階層を持つ。
部門シェフのブリガード役職
- ソーシエ：ソース作りとソテー料理の責任者である。通常、部門で最高の役職である。
- ロティスール：焙りもの、または油で炒め煮込んだ肉の調理。
- ポワソニエ：魚料理を調理。魚の切り分けとソース作り全てを行うこともある。ソーシエが兼任することがある。
- アントルメティエ：前菜を調理する。スープ、野菜、パスタおよびスターチを調理することもある。完全なブリガードではポタジエがスープを、レギュミエが野菜を調理する。
- ガルド・マンジェ：冷たい料理、サラダ、冷前菜、 パテおよびシャルキュトリーの調理担当である。
- パティシエ：焼き菓子、ペストリー（パイやタルトの総称）、デザートを調理する。大きなレストランでは、パティシエが個別の厨房または店舗のチームを監督する。

### デミシェフ・ド・パルティ
一定期間の経験を積んだコミは、デミシェフになり、より専門的な調理を任される。
部門デミシェフのブリガード役職
- ポワソニエ：魚料理を調理。魚の切り分けとソース作り全てを行うこともある。ソーシエが兼任することがある。
- グリヤーダン：直火焼き料理を調理する。この役職はロティスールと兼ねることがある。
- フリチュリエ：揚げもの料理を調理する。この役職はロティスールと兼ねることがある。
- ポタジエ：スープ作り。アントルメティエが兼ねることがある。
- レギュミール：野菜料理。アントルメティエが兼ねることがある。
- シャルキュトリエ：ハムやソーセージなどのオードブル。ガルド・マンジェが兼ねることがある。
- コンフィズール：スイーツ。パティシエが兼ねることも
- グラシエ：アイスクリーム。パティシエが兼ねることも
- デコラテュール：工芸菓子。パティシエが兼ねることも
- ショコラティエ：チョコレート菓子。パティシエが兼ねることも
- ブーランジェ：パン屋さん。

### コミ
コミは、大きなレストランでシェフ・ド・パルティの下で働くアプランティであり、部門の担当と業務を学習する。正式な料理修行の完了直後、または修行中の見習いである。
コミのブリガード役職
- トゥルナン：一箇所に留まらない渡りの料理人を呼ぶ。厨房で必要な仕事を補う。
- コミュナー：従業員がシフトする際の食事を調理することを担当する[6]。
- ブーシェ：肉、家禽、および時々魚を切り分ける。肉や魚にパン粉をまぶす担当でもある。

#### ヨーロッパ修行
修行期間は、通常4年間であり、1年コミ、2年コミと続く。給料は通常、修行の状態による。コミ・シェフは、通常厨房の各部門（例えば、アントレー部門）に配置され、シェフ・ド・パルティの指示に従い、比較的基本的な仕事が課せられる。理想的には、修行期間中、厨房の各部門で基本を学ぶための期間を過ごす。コミは、助けもなく、厨房の野菜部門で働くかもしれない。
料理学校では、料理人の正式な訓練期間は2年間である。夏には研修を行うことがある。いくつかの場合、これは「日解放」コースとすることがある。アプランティとして厨房で1日中働き、続くオフは料理学校に出席する。このコースは1年から3年続く。4年間の修行を完了すると、通常はデミ・シェフ・ド・パルティまたはシェフ・ド・パルティとなる。

### アプランティ
厨房助手（アプランティ）は、基本作業を支援する厨房の従業員であるが、料理の正式な訓練をしていない。作業は、例えばジャガイモの皮むきやサラダの水洗いである。小さな厨房では、より一般的に厨房助手には（皿洗いを含む）幅広い様々な仕事が、コストを抑えるために課せられる。
厨房助手のブリガード役職
- ブーシェ：肉、家禽、および時々魚を切り分ける。肉や魚にパン粉をまぶす担当でもある。
- プロンジュール：皿洗いは（15世紀のフランスから）皿を管理し、皿と厨房を清潔に保つ担当である。
- マルミトン：鍋洗い。
- ギャルソン・ド・キュイジーヌ：雑用。

## シェフの制服

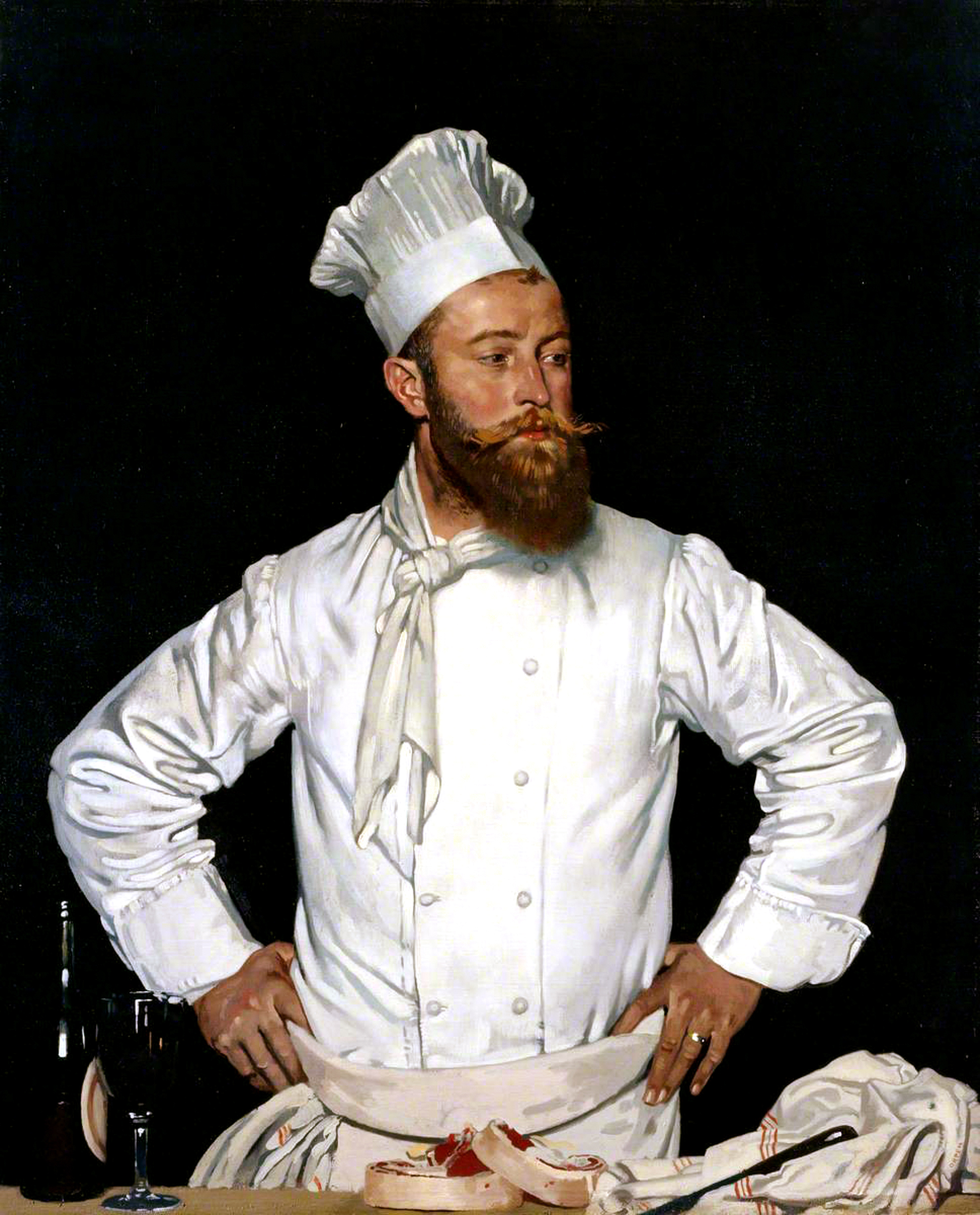
ウィリアム・オーペン作『パリ、チャタムホテルのシェフ』（1921年）

シェフの服装は次のとおりである。
- コック帽（仏: fr:Toque。白トーク帽）
- ネクタイ
- ダブルの上着
- エプロン
- チェックのズボン
- 安全靴

コック帽は、頭が蒸れないように考慮して高く（高さは役職ごとに差があり、シェフ・ド・キュイジーヌが最も高い。これはオーギュスト・エスコフィエが身長157センチしかなかったための権威付けという説もある）、頂部はメッシュで抜けており熱を外に出す。また通常汗が落ちるのを防ぐ。スカルキャップ（縁なし帽）は、コックが代わりにかぶる帽子である。ネクタイは元来、顔の汗拭きを考慮して身につけたが、現在は健康と安全（衛生）に反するため、装飾的である。
上着は通常、熱を避けるために白く、火や熱湯によるやけどを避けるため、ダブル仕立てである。また、ダブルの襟は、半面が片方でボタン止めできるため、ジャケットの染みを隠すために役立つ。エプロンは膝下の長さで着て、こぼした際のやけどを防止する。この安全面は、熱湯がエプロンにこぼされた場合、それを素早く取り去ることで、やけどを最小限にとどめることである。靴は爪先に鉄のカップが入っており、物やナイフの落下による負傷を予防する。衛生規則により、結婚指輪を除き、宝石類は許されない。

## 文献
- Caparoso, Randal. Wine Miracles by the Bucket, retrieved from http://www.wineloverspage.com/randysworld/miracles.shtml on 2007-08-20.
- Davidson, Alan., The Oxford Companion to Food, Edited by Tom Jaine. 2nd ed. Oxford:Oxford University Press, 2006.
- Dellanno, Joseph. THE "SHORT ORDER COOK" DESIGN/BUILDER retrieved from http://www.mydesignbuildcoach.com/articles/short_order_cook.htm on 2007-08-20.
- McBride, Kate, ed. The Professional Chef/ the Culinary Institute of America, 8th ed. Hoboken, NJ: John Wiley & Sons, INC, 2006.
- Sally's Place. Stephanie Zonis, retrieved from http://www.sallys-place.com/about/zonis.htm on 2007-08-20.
- Line Cook Jobs Linecooks.com, Line cook employment in USA http://www.linecooks.com on 2008-09-01.